# Liste der Biografien/Dank
Liste der Biografien |
Portal Biografien |
Personensuche
# |
A |
B |
C |
D |
E |
F |
G |
H |
I |
J |
K |
L |
M |
N |
O |
P |
Q |
R |
S |
T |
U |
V |
W |
X |
Y |
Z |
?
 
Da |
Db |
Dc |
Dd |
De |
Dg |
Dh |
Di |
Dj |
Dk |
Dl |
Dm |
Dn |
Do |
Dq |
Dr |
Ds |
Du |
Dv |
Dw |
Dy |
Dz
 
Daa |
Dab |
Dac |
Dad |
Dae |
Daf |
Dag |
Dah |
Dai |
Daj |
Dak |
Dal |
Dam |
Dan |
Dao |
Dap |
Daq |
Dar |
Das |
Dat |
Dau |
Dav |
Daw |
Dax |
Day |
Daz
 
Dana |
Danb |
Danc |
Dand |
Dane |
Danf |
Dang |
Danh |
Dani |
Danj |
Dank |
Danl |
Dann |
Dano |
Danq |
Danr |
Dans |
Dant |
Danu |
Danv |
Danw |
Dany |
Danz
Die Liste der Biografien führt alle Personen auf, die in der deutschsprachigen Wikipedia einen Artikel haben. Dieses ist eine Teilliste mit 69 Einträgen von Personen, deren Namen mit den Buchstaben „Dank“ beginnt.

## Dank
- Dank, Franz (1928–1997), deutscher Maler und Kunstprofessor
- Dank, Maria (1907–2009), deutsche Politikerin (SED)

### Danka
- Danka, Imre (1930–2014), ungarischer Fußballtorhüter

### Dankb
- Dankbahr, Friedrich von (1797–1878), preußischer General der Infanterie und Gouverneur von Königsberg
- Dankberg, Friedrich Wilhelm (1819–1866), deutscher Bildhauer

### Danke
- Danke, Eric (1940–2024), deutscher Manager
- Danke, Fritz (1909–1979), deutscher SED-Funktionär, FDGB-Funktionär
- Dänkel, Joseph Ferdinand (1676–1736), Mitorganisator des Oberländer Aufstandes 1705 in Bayern
- Dankenschweil, Anton Wänker von (1778–1861), großherzoglich badischer Geheimer Hofrat, sowie Medizinalrat und Stadtamtsphysikus in Freiburg im Breisgau
- Danker, Eli (* 1948), israelischer Schauspieler
- Danker, Ran (* 1984), amerikanisch-israelischer Schauspieler, Sänger und Model
- Danker, Uwe (* 1956), deutscher Historiker
- Dankers, Arne (* 1980), kanadischer Eisschnellläufer
- Dankers, Nancy (1949–2005), niederländische Politikerin (CDA)
- Dankers, Oskars (1883–1965), lettischer General
- Dankert, Albert (1877–1933), deutscher Arbeitersportler
- Dankert, Bastian (* 1980), deutscher FußballschiedsrichterBastian Dankert (* 1980)

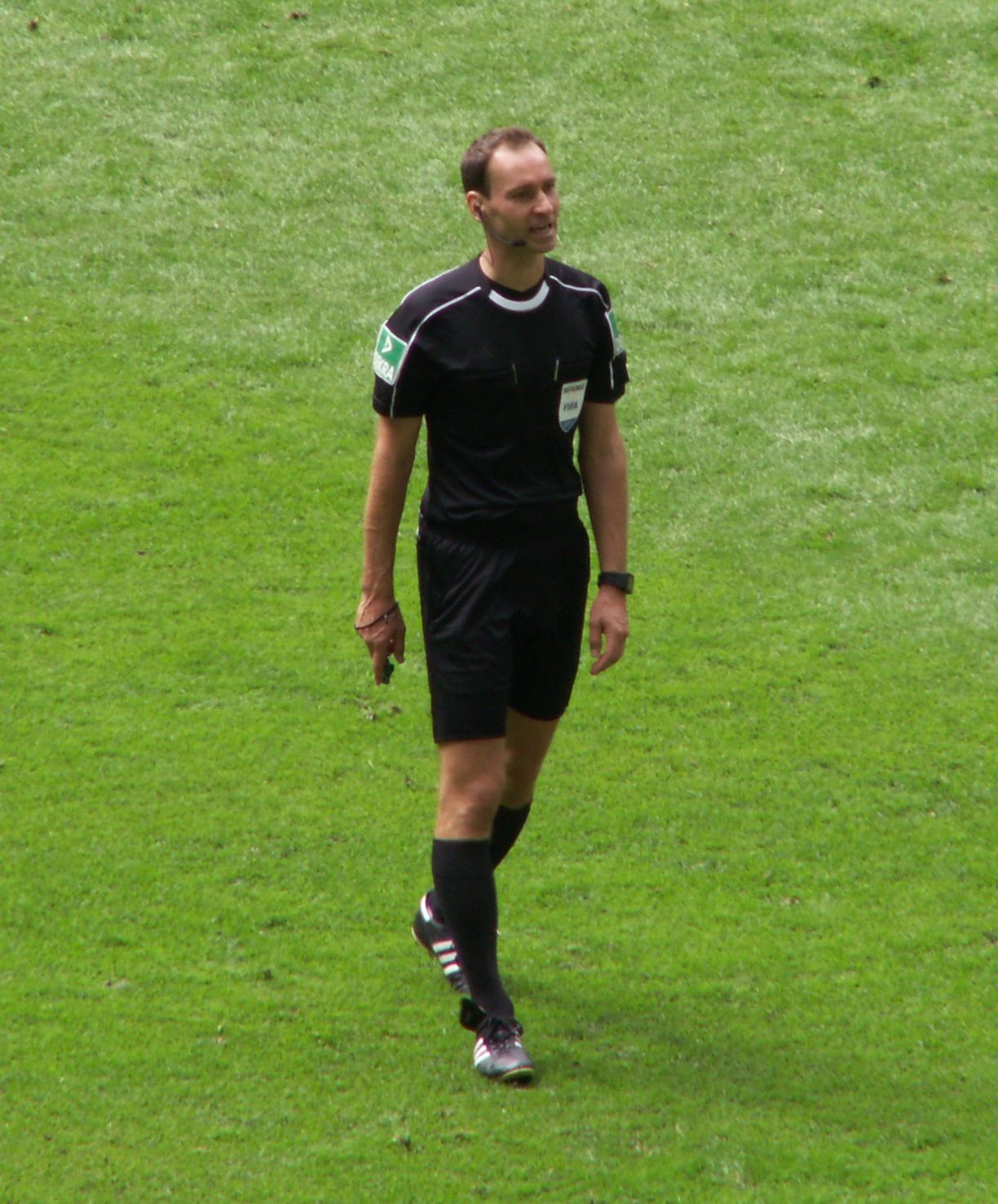
Bastian Dankert (* 1980)

- Dankert, Birgit (* 1944), deutsche Bibliotheks- und Informationswissenschaftlerin
- Dankert, J. (* 1978), deutsche Schriftstellerin
- Dankert, Jens-Uwe (* 1946), deutscher Politiker (FDP), MdL
- Dankert, Klaus-Jürgen († 2019), deutscher Sportfunktionär
- Dankert, Piet (1934–2003), niederländischer Politiker (PvdA), MdEP
- Dankert, Reinhard (* 1951), deutscher Politiker (SPD)
- Dankesreither, Johann Nepomuk (1750–1823), österreichischer Geistlicher, Bischof von St Pölten
- Dankewitsch, Konstantin Fjodorowitsch (1905–1984), sowjetischer Komponist, Pianist, Dirigent und Hochschullehrer

### Dankl
- Dankl, Kay-Michael (* 1988), österreichischer PolitikerKay-Michael Dankl (* 1988)

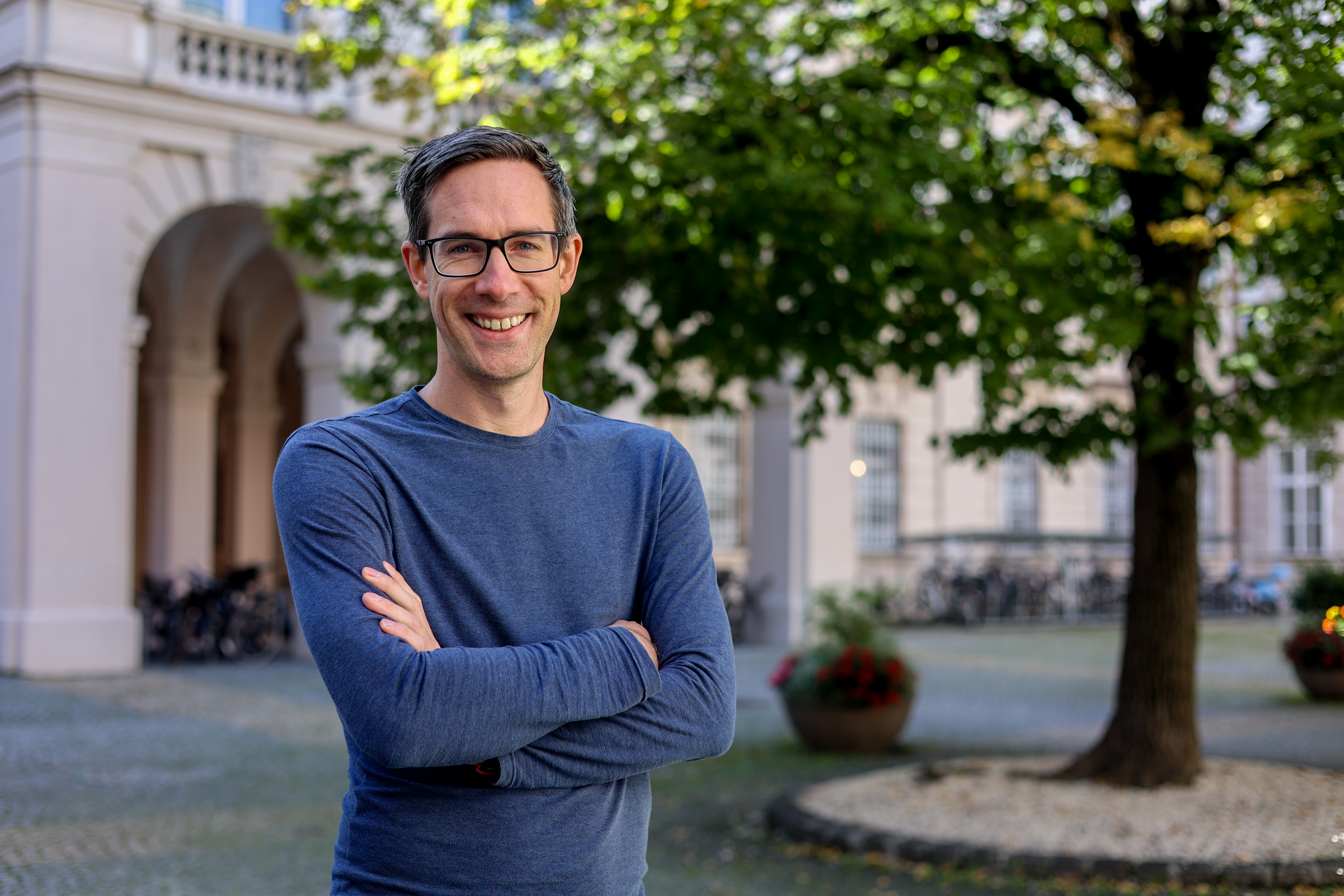
Kay-Michael Dankl (* 1988)

- Dankl, Viktor (1854–1941), Generaloberst der österreich-ungarischen Armee
- Dankler, Matthias (1870–1937), deutscher Politiker (DVP), MdL
- Danklmaier, Daniel (* 1993), österreichischer Skirennläufer
- Danklmaier, Manfred, österreichischer Naturbahnrodler
- Danklmaier, Willi (* 1963), österreichischer Naturbahnrodler

### Dankm
- Dankmeijer, Charles (1861–1923), niederländischer Landschaftsmaler und Radierer
- Dankmeijer, Johan (1907–1973), niederländischer Anatom

### Dankn
- Dankner, Hans (1908–1945), deutscher antifaschistischer Widerstandskämpfer und KPD-Funktionär
- Dankner, Max (1911–1992), deutscher antifaschistischer Widerstandskämpfer und SED- und Gewerkschaftsfunktionär in der DDR
- Dankner, Phil (* 1970), Schweizer Musiker
- Dankner, Tanja (* 1974), Schweizer Popsängerin

### Danko
- Danko, Andrej (* 1974), slowakischer Politiker
- Danko, David (* 1992), deutsch-slowakischer Fußballspieler
- Danko, Harold (* 1947), US-amerikanischer Jazzpianist
- Dankó, Ilona (* 1973), ungarische Gewichtheberin
- Danko, Jelena Jakowlewna (1898–1942), russische bzw. sowjetische Jugendbuchautorin und Malerin
- Dankó, László (1939–1999), ungarischer Geistlicher, römisch-katholischer Bischof
- Danko, Natalja Jakowlewna (1892–1942), russische Bildhauerin, Porzellankünstlerin
- Danko, Rick (1943–1999), kanadischer MusikerRick Danko (1943–1999)

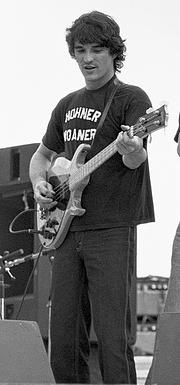
Rick Danko (1943–1999)

- Danko, Taras (* 1980), ukrainischer Ringer
- Danko, Vanesa (* 2005), ungarische Tennisspielerin
- Dankou, Joone (* 2003), deutsche Schauspielerin und Synchronsprecherin
- Dankou, Yvette (* 1969), deutsche Schauspielerin und Moderatorin
- Danková, Pavlína (* 1963), tschechische Fernsehmoderatorin
- Dankowa, Jaroslawa (1925–1999), niederländische Bildhauerin
- Dankowska, Adela (* 1935), polnische Segelfliegerin, Fluglehrerin und Politikerin
- Dankowski, Bernd (* 1963), deutscher RadsportfunktionärBernd Dankowski (* 1963)

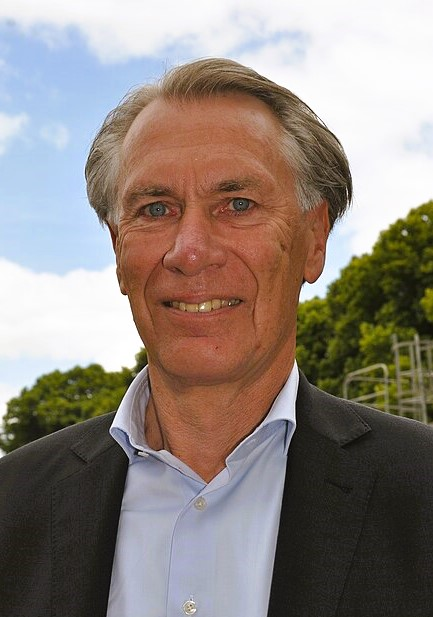
Bernd Dankowski (* 1963)

- Dankowski, Wojciech, polnischer Kirchenmusiker und Komponist
- Dankowzewa, Anna Wassiljewna, russische Kinder- und Jugendbuchautorin

### Danks
- Danksagmüller, Franz (* 1969), österreichischer Organist, Komponist und Musikpädagoge

### Dankw
- Dankwa, Emilia (* 2005), polnische Schauspielerin und Model
- Dankwa, Serena Owusua (* 1975), Schweizer Geschlechterforscherin, Fernsehmoderatorin und Journalistin
- Dankwah, Esther (* 1982), ghanaische Sprinterin
- Dankward, Bischof von Brandenburg
- Dankwart, Karl († 1704), deutsch-schwedischer Maler
- Dankwerth, Gesa (* 1975), deutsche Journalistin und Moderatorin
- Dankwort, Carl Werner (1895–1986), deutscher Diplomat
- Dankworth, Alec (* 1960), britischer Jazzmusiker
- Dankworth, August (1813–1854), deutscher Maler, Zeichner und Lithograf
- Dankworth, Avril (1922–2013), britische Musikpädagogin und Autorin
- Dankworth, Jacqui (* 1963), britische Sängerin
- Dankworth, John (1927–2010), britischer Bigband-Leader und Jazz-Saxophonist
- Dankworth, Lieselotte (1917–1995), deutsche Bildhauerin